# 中部謙吉
中部 謙吉（なかべ けんきち、1896年（明治29年）3月25日 - 1977年（昭和52年）1月14日）は大正～昭和期（1920年代後半～1970年代前半）の実業家。大洋漁業（現・マルハニチロ）元社長。プロ野球チーム・大洋ホエールズ（現・横浜DeNAベイスターズ）の元オーナー。父は林兼商店（大洋漁業の前身）創業者の中部幾次郎。

## 略歴
- 1896年（明治29年）　中部幾次郎の次男として兵庫県明石市に生まれる
- 1910年（明治43年）　明石高等小学校を卒業後、家業の漁船、魚運搬船に乗り組む
- 1924年（大正13年）　林兼商店の設立とともに常務に就任
- 1942年（昭和17年）　専務に就任
- 1945年（昭和20年）　副社長に就任

戦後の一時期、公職追放などで役職を辞任。
- 1953年（昭和28年）　兄の中部兼市の急死に伴い、3代目大洋漁業社長に就任。中部奨学金（幾徳会→財団法人中部奨学会）を設立
- 1962年（昭和37年）　大洋漁業が東京水産大学（現東京海洋大学）長崎大学等に水産教育施設（中部講堂）を寄付し、式典に出席
- 1963年（昭和38年）　大洋漁業とともに幾徳工業高等専門学校（後の神奈川工科大学）を設立するなど、教育界にも大きな功績を残した。
- 1977年（昭和52年）　死去。明石市名誉市民。墓所は多磨霊園[1]。

大洋漁業社長、大日本水産会長、全国冷凍食品輸出水産業組合理事長、経団連・日経連各常任理事を歴任した。

## 家族
- 父・中部幾次郎
- 前妻・慶子（1901-1941） - 山口県士族・木梨辰次郞二女[2]。辰次郎の妻・美代は男爵藤村紫朗の娘[3]。16歳で謙吉と結婚し、4男3女を儲けたが腸チフスで早世[4]。
- 後妻・美子[5] - 1男2女を儲けた[4]
- 長女・なつ子（1921年生）[2] - 児島喜久雄長男・児島光雄（国際電電副社長）の妻。謙吉と喜久雄は相婿（喜久雄の妻は謙吉の前妻の姉）。[5]
- 二男・中部謙次郞（1924-2002）[2] - 大洋漁業常務[5]。幾徳学園二代目理事長。岳父は大倉亀（大倉恒吉の娘婿）。長男の謙一郎は幾徳学園三代目理事長。[4]
- 三男・中部藤次郞（1926-1987）[2] - 大洋漁業社長[5]。岳父は電通重役・坂本英夫。
- 三女・末代 - メイフラワーエンタープライズ社長・小林昌仁の妻[4]
- 四男：中部慶次郎 - 大洋漁業社長[5]。岳父は千代田組重役・長岡護一（長岡外史長男）。
- 五男：中部謙 - 美子の子。マルハニチロ副社長[5]。岳父はソーダニッカ社長・矢崎一郎。
- 四女：孝子 - 美子の子。大成証券元相談役・阿久沢英治の二男・阿久沢治夫（大洋漁業）の妻[4]
- 五女：久美子 - 美子の子。日本コカコーラ副社長・椿原春雄長男・真人（三井造船）の妻[4]

## マルハとベイスターズ
1880年に父・幾次郎が起こした林兼商店に入社した謙吉は1924年に28歳で常務に就任、終戦前の1945年には大洋漁業の副社長まで出世した。戦後の公職追放で謙吉は大洋漁業の経営から退き、兄の兼市が2代目の社長となった。1952年に公職追放令が解かれると、謙吉は大洋漁業の副社長に復帰し、1953年に兄の兼市が急死すると、大洋漁業の社長に就任した。
謙吉は大洋漁業の社長として1977年に死去するまで24年間にわたって指揮をふるい、1953年には魚肉ハムソーセージを発売し養殖事業に参入、1960年には飼料畜産事業に参入、1964年には塩水港精糖に資本参加して砂糖事業に参入するなど経営の多角化を推し進めた。また、大洋漁業の兄弟会社である大東通商社長も務めたほか、私財を投じて幾徳学園を設立、理事長も務めた。
1953年、兄から大洋漁業を引き継いだ謙吉は、同時に、兼市が創設かつ熱愛した大洋ホエールズのオーナー職も継承する事になった。当初「兄貴が始めた球団だから仕方ない」と、オーナー職に対して非常に消極的であった謙吉だが、ホエールズの川崎移転後は次第にのめりこんで行き、1960年の初優勝以降は球界にその名を轟かす名物オーナーの一人になっていた（最も球団への情熱があったのは兼市で、謙吉は球団創設には消極的だった）。1960年にホエールズは日本シリーズを4連勝で制して日本一となるが、その際には「一回ぐらい負けてやればよかった」と軽口を叩き、対戦相手の大毎オリオンズオーナー・永田雅一を激怒させたという。識者には、これが永田による西本幸雄監督への叱責、そして西本の監督辞任につながったとする者もいる（西本幸雄#大毎監督辞任も参照）。
同族経営企業の典型であった大洋漁業社長という立場から、謙吉は球団経営についてもワンマンで選手の起用や監督・コーチの人事など、現場のかなり深いところまで口出しをしていたようである。実際、1960年代中盤までは本業の捕鯨も黄金期であり、「鯨の一頭も余分に獲れば選手の給料は払える」という謙吉が残した最も有名な台詞に、大洋漁業、そして謙吉自身の勢いが象徴されていた。一方選手を家族同然に扱い、よく選手たちを自宅に招待して新鮮な魚介類を一杯振舞った。選手の悩みにも真摯に応え、スランプで28連敗中だった権藤正利に持病の胃下垂の治療のため入院を世話したり、選手の家族の訴えを聞いて、試合に出すように三原脩監督を真剣に説得するなど、その面倒見の良さで尊敬を集めていた。
しかし、1970年代が近づくにつれて捕鯨産業は斜陽化。追い討ちをかけるようにオイルショックや排他的経済水域問題により遠洋漁業が衰退、大洋漁業もその経営に陰りを見せ始める。そんな中でも、謙吉のホエールズに対する想いが衰える事はなかった。謙吉はこのころ閑古鳥の鳴いていた川崎球場に見切りをつけており、横浜へ本拠地を移転させる計画を打ち出し、横浜市の飛鳥田一雄市長（のちに社会党委員長）との間に、新球場建設を条件に本拠地移転をする覚書を交わす。大洋漁業は球団株の45%を西武鉄道社長だった堤義明に出資させ、その資金をもって横浜へフランチャイズ移転する運動を展開した。これが奏功して横浜スタジアムの建設が正式に決定したが、その着工式を目前にして謙吉は世を去る。奇しくも訃報が伝わったのは、大洋漁業本社で新入団選手の記者会見が行われている最中のことだった。
1977年11月、ホエールズは「来シーズンから横浜に本拠地を移転する」と正式に発表。1978年4月横浜スタジアムが開場し、球団は横浜大洋ホエールズとして再出発を切った。なお、もう一つの悲願である新本社建設工事は横浜移転半年後の11月に完成し、大洋ビルと命名された。
謙吉の死後大洋漁業は次男の中部藤次郎が、ホエールズは兼市の三男で甥の中部新次郎が、幾徳学園は長男の中部謙次郎が、大東通商は三男の中部慶次郎がそれぞれ相続した。目論見を外した堤は、代わりとしてクラウンライターライオンズの買収へと動くことになった。捕鯨産業の衰退がはじまった1980年代、大洋漁業は総合食品会社へと脱皮し、下り坂だった業績を回復させた。
藤次郎の死去から2年後の1989年、慶次郎が大洋漁業社長に就任。この時代マルハはゴルフ場経営や不動産事業にも進出するが、1990年代からのバブル崩壊で経営不振に陥り、再建を余儀なくされる。1992年11月、大洋漁業はCIを導入し翌年にマルハと改称。球団も長年親しまれた（横浜）大洋ホエールズを捨てて、横浜ベイスターズとして生まれ変わることになる。2002年、三男の慶次郎が社長を退任しマルハが保有する球団株式は全て東京放送（現・東京放送ホールディングス）とその関連会社であるBS-i（現・BS-TBS）に売却された。
四男の中部謙はマルハ常務を経て、マルハニチロ副社長を務めたが2009年3月に退任。これにより、中部一族はマルハグループの経営から完全に退いた。

## リンク
- 中部奨学金